# Петраков, Иван Ильич
Ива́н Ильи́ч Петрако́в (29 сентября 1924, д. Сарма, Вознесенский район, Нижегородская область — 12 июля 1991, Выкса, Нижегородская область) — помощник командира взвода 2-й стрелковой роты 95-го гвардейского стрелкового полка 31-й гвардейской Витебской стрелковой дивизии 11-й гвардейской армии 3-го Белорусского фронта, гвардии старший сержант, Герой Советского Союза.

## Биография
Родился 29 сентября 1924 года в семье крестьянина. Русский. После окончания 7 классов работал в колхозе.
В Красной Армии с 1942 года. На фронтах Великой Отечественной войны с 1942 года.
Участвовал в боях за освобождение Великих Лук, Орши, форсировал Березину, Десну.
12 июля 1944 года батальон капитана Ю. И. Онусайтиса, в составе которого был Петраков, вышел к реке Неман в районе литовского города Алитус. В ночь на 13 июля 1944 года группа из пяти человек во главе с гвардии старшим сержантом Петраковым под огнём противника на плоту переправилась на западный берег Немана. За собой бойцы тянули канат, посредством которого впоследствии на плотах переправлялись другие солдаты. Немцы, обнаружив красноармейцев, открыли оружейно-пулемётный и миномётный огонь по высадившимся гвардейцам. Наши бойцы стали подавать команды нашим артиллеристам на восточный берег, указывая месторасположение огневых точек противника и корректируя артогонь. Вскоре к высадившимся красноармейцам подоспели на помощь ещё четыре бойца. В течение двух часов гвардейцы отразили пять контратак гитлеровцев, уничтожив 18 вражеских солдат и расширив плацдарм до ста метров по фронту. Группа под командованием Петракова удержала захваченный рубеж до подхода подкрепления и обеспечила переправу основных сил роты и батальона. В одном из следующих боев за плацдарм И. И. Петраков был тяжело ранен.
Участники первого десанта через реку Неман сержанты Кочеров В. Ф., Петраков И. И., Моисеев А. П., рядовые Кожин П. П., Васечко С. П. были представлены к званию Герой Советского Союза.
Указом Президиума Верховного Совета СССР от 24 марта 1945 года за проявленный героизм в борьбе с немецкими захватчиками при форсировании реки Неман гвардии старшему сержанту Петракову Ивану Ильичу присвоено звание Героя Советского Союза с вручением ордена Ленина и медали «Золотая Звезда» под номером 8717.
После госпиталя И. И. Петраков по состоянию здоровья был уволен в запас, вернулся на родину. До 1950 года работал председателем Бахтызинского сельсовета Вознесенского района. Затем переехал в город Выкса Нижегородской области. Работал на Выксунском металлургическом заводе в железнодорожном цехе машинистом тепловоза, заместителем начальника цеха. В 1957 году окончил Выксунский металлургический техникум. С 1969 года был начальником отдела кадров треста «Металлургстрой», начальником инженерной службы по гражданской обороне. Скончался 12 июля 1991 года. Похоронен на Северном кладбище в городе Выкса.

## Память
- В городе  Выкса на доме, где проживал герой, установлена мемориальная доска.
- Надгробный памятник на Северном кладбище города Выкса.